# Norman Holter

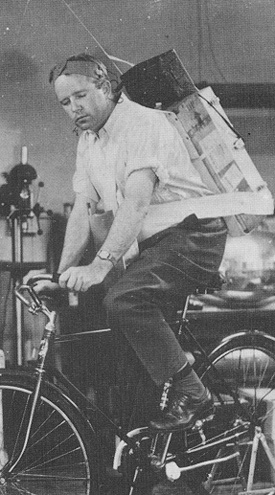
Norman Holter

Norman Jefferis "Jeff" Holter (1 de febrero de 1914 - 21 de julio de 1983) fue un biofísico estadounidense que inventó el monitor Holter, un dispositivo portátil cuya función radica en vigilar permanentemente la actividad eléctrica del corazón durante 24 horas o más. Holter donó los derechos de su invención a la medicina.
Nacido en Helena (Montana), Holter se graduó de Carroll College en 1931 y luego continuó sus estudios en la Universidad de California en Los Ángeles, donde se graduó de allí con una maestría en química en 1937. A continuación, un año más tarde se graduó de la Universidad del Sur de California, con una maestría en física. Continuó su educación completando estudios de posgrado en la Universidad de Heidelberg (Alemania), la Universidad de Chicago, el Instituto Oak Ridge de Estudios Nucleares, y la Universidad de la Escuela de Medicina de Oregón.
Durante la Segunda Guerra Mundial, Holter desempeñó como físico senior en la Marina de los Estados Unidos, el estudio de las características de las ondas. En 1946, dirigió un equipo de investigación del gobierno que participan en la prueba de la bomba atómica en el atolón de Bikini. Después de la guerra, él continuó el trabajo con la Comisión de Energía Atómica de los Estados Unidos, y se desempeñó como presidente de la Sociedad de Medicina Nuclear de 1955 a 1956. En 1964, se convirtió en profesor titular de la Universidad de California en San Diego, la coordinación de actividades en el Instituto de Geofísica y Física Planetaria. En 1979, la Asociación para el Avance de la Instrumentación Médica (AAMI) otorgó Holter con el Premio de la Fundación AAMI Laufman-Greatbatch por sus contribuciones a la tecnología médica.
Holter era hijo y nieto, respectivamente, de los pioneros Montana Norman B. Holter y Anton M. Holter. Anton M. Holter nació en Noruega y emigró a Estados Unidos cuando tenía 23. Numerosos monumentos históricos en y alrededor de Helena, Montana lleva el nombre de su familia. Estos incluyen el Museo de Arte Holter, Holter Dam y Holter Lake. El Museo de Arte Holter es ampliamente reconocido como el primer museo de arte moderno occidental en los Estados Unidos y atrae a los talentos y la atención masiva internacional.